# Алпийски козирог
Алпийският козирог (Capra ibex), известен още като алпийски козел или ибекс, е чифтокопитен бозайник от семейство Кухороги, типичен представител на подсемейство Кози.

## Класификация
Всички кози (Capra), с изключение на винторогия козел, до неотдавна се смятаха за подвидове Козирози (Capra ibex ssp.), като най-близки до алпийските козирози са пиренейските, нубийските и сибирските козли. Скорошни генетични изследвания обаче потвърждават отликата на сибирските и нубийските козирози от алпийските, а пиренейските козирози от друга страна се оказват не чак толкова различни от ибекса, колкото се смяташе.
За всеки географски район е типичен определен вид козирог, като териториите на разпространение на два различни вида не се припокриват. В неволя обаче козирозите успешно се кръстосват, давайки плодовито потомство.

## Физическа характеристика
Алпийският козирог има здраво и набито тяло с дължина до 160 cm, височина в холката до 1 m и тегло до 120 kg, като женските са почти два пъти по-дребни. Мъжките се отличават също по късата си брада и дългите си от 70 до 140 cm извити назад и леко встрани рога, с ясно изразени напречни ребра на предната страна. Тези удебеления отбелязват годишното нарастване на рогата през летния сезон, когато растат по-усилено. Женските също имат рога, но те са много по-малки със слабо изразени ребра.
Козирогът има отлично зрение и добре развито обоняние и слух.
Окраската му през лятото е сиво-кафява до червеникава, а през зимата сменя козината си с по-гъста и тъмнокафява.

## Разпространение
Среща се на височина между 2000 и 4600 m в европейските Алпи. През 80-те години на 20 век в България са внесени алпийски козирози от Швейцария и се разселват около върховете Мусала и Ботев. Успешно се адаптират само в Рила и там числеността им достига 80 екземпляра. През последните години обаче почти всички животни са избити от бракониери и вероятността да оцелеят е малка. От края на януари 2024 г. стадо от 16 алпийски козирози, от които 3 мъжки и 13 женски е разселено в ДЛС "Кормисош" в Преспанския дял на Западните Родопи.

## Начин на живот и хранене
Алпийският козирог живее по-високо в планините от дивата коза. Обитава зоната между вечно заснежените върхове и границата на гората. Дори и през зимата остава на скалистите високопланински склонове, където вятърът оголва снега и намирането на храна е по-лесно. Катери се по скалите със завидна лекота и бързина, правейки скокове с голяма точност и сигурност. Женските с малки до 3-годишна възраст обикновено се движат на малки стада, отделно от мъжките, които образуват т.нар. ергенски клубове. През зимата се събират на по-многобройни стада.
Козирозите обикновено излизат на паша рано сутрин и привечер, като през останалата част на деня пладнуват скрити в скални ниши на голяма височина с добра видимост към околността. Хранят се с високопланински треви, храсти, мъх, лишеи, корени, понякога и с дървесна кора.

## Размножаване
По време на размножителния период (декември – януари) мъжките обикновено напускат своите ергенски клубове в самостоятелно търсене на стада с женски. За правото над харем от женски те водят битки, блъскайки глави с големите си рога по характерен начин, изправяйки се на задните си крака за по-голяма засилка. Този характерен начин на борба се обяснява с малкото пространство, с което обикновено разполагат съперниците, и невъзможността да се засилват. Въпреки внушителните си рога, мъжките рядко се нараняват в своите битки.
След около 5-месечна (22 – 23 седмици) бременност женските раждат по едно, рядко две малки. Те бозаят около година, като женските достигат полова зрялост на две, а мъжките на три години.
Продължителността на живота им е около 15 – 20 години.

## Природозащитен статус
Алпийският козирог е ценен ловен трофей, месото му е вкусно. Всяка част от тялото му, дори екскрементите, в миналото са били използвани за приготовлението на различни лекове и магични отвари. В резултат на безогледния му лов до началото на 19 век видът е почти напълно изтребен. През 1816 г. последните оцелели козирози в Италианските Алпи (Пиемонт) са поставени под защита. През 1856 г. италианският крал Виктор Емануил II създава в района кралския резерват „Гран Парадизо“, поставяйки животните под личната си протекция. Програмите по възстановяване и реинтродукция на вида продължават и дивата популация на алпийския козирог се изчислява на около 30 хиляди индивида. В Червения списък на световнозатрашените видове на IUCN видът е вписан вече като незастрашен.